# توینه
توینه (به آلمانی: Thuine) یک شهر در آلمان است که در Freren واقع شده‌است. توینه ۱٬۹۶۰ نفر جمعیت دارد.